# Wspólnota administracyjna Kemnath
Wspólnota administracyjna Kemnath – wspólnota administracyjna (niem. Verwaltungsgemeinschaft) w Niemczech, w kraju związkowym Bawaria, w rejencji Górny Palatynat, w regionie Oberpfalz-Nord, w powiecie Tirschenreuth. Siedziba wspólnoty znajduje się w mieście Kemnath.
Wspólnota administracyjna zrzesza gminę miejską (Stadt) oraz gminę wiejską (Gemeinde): 
- Kastl, 1 401 mieszkańców, 24,74 km²
- Kemnnath, miasto, 5 215 mieszkańców, 54,13 km²